# Liv Ullmann
Liv Johanne Ullmann (Tokio, 16 december 1938) is een Noors film- en toneelactrice, filmregisseur en schrijfster. Ze was een internationale filmster en icoon van de jaren zeventig. Ullmann speelde de hoofdrol in negen films van de Zweedse regisseur Ingmar Bergman, en kreeg ook een dochter met hem, de schrijfster Linn Ullmann.
Ullmann heeft een lange reeks film- en toneelprijzen gewonnen, waaronder een Golden Globe voor beste actrice (1971) en verschillende oeuvreprijzen, onder meer van de European Film Awards (2004). Ze kreeg ook twee Oscar-nominaties voor beste actrice, voor haar rollen in Utvandrarna (1972) en Ansikte mot ansikte (1976). Ullmann werd in 1977 benoemd in de Noorse koninklijke Orde van Sint-Olaf en kreeg in 2006 een eredoctoraat van de Technisch-natuurwetenschappelijke Universiteit van Noorwegen.
Ze werd geboren in Tokio, groeide op in Trondheim (Noorwegen) en maakte haar debuut als actrice in 1957 in het toneelstuk Het dagboek van Anne Frank. Ze brak door op het witte doek met haar rol in Ingmar Bergmans Persona (1966) en speelde in een reeks andere films van Bergman, waardoor ze een internationale filmster en icoon van de jaren zeventig werd. Na een lange carrière stopte ze in 1994 met acteren, maar maakte een comeback in 2003 in de televisiefilm Saraband, de laatste film geregisseerd door Bergman.
Sinds 1992 is Ullmann ook actief als regisseur. Haar bekendste film is Faithless (2000), naar een (autobiografisch) scenario van Bergman. Ze schreef twee autobiografieën, Changing en Choices en werkt ook aan een aantal filmscenario's, waaronder een verfilming van Henrik Ibsens beroemde toneelstuk Een poppenhuis.
Ullmann was juryvoorzitter van het filmfestival van Cannes in 2001 en het internationaal filmfestival van Berlijn in 1984. Ze is ook actief geweest als ambassadeur voor UNICEF en erevoorzitter van de Women's Commission for Refugee Women and Children.
De actrice Liv Tyler is naar haar vernoemd.

## Onderscheidingen
In 1984 ontving zij de Four Freedoms Award voor vrijwaring van gebrek.

## Filmografie
Ullmann speelde onder meer in:
- Persona (1966)
- Skammen (1968)
- De la part des copains (1970)
- Utvandrarna (1971)
- Viskningar och rop (1972)
- Pope Joan (1972)
- Scener ur ett äktenskap (1973)
- Lost Horizon (1973)
- The Abdication (1974)
- Ansikte mot ansikte (1976)
- Ormens ägg (1977)
- A Bridge Too Far (1977)
- Höstsonaten (1978)
- The Bay Boy (1984)
- Gaby: A True Story (1987)
- The Rose Garden (1989)
- Mindwalk (1990)
- Sadako and the Thousand Paper Cranes (1991, stem)
- The Long Shadow (1992)
- Drømspel (1994)
- Zorn (1994, televisie)
- Saraband (2003, televisie)

Ze regisseerde onder meer:
- Sofie (1992)
- Kristin Lavransdatter (1995)
- Private Confessions (1998)
- Faithless (2000)
- Miss Julie (2014)